# Реча (Рышканский район)
Реча (рум. Recea) — село в Рышканском районе Молдавии. Является административным центром коммуны Реча, включающей также села Слобозия-Реча и Свердиак.

## География
Село расположено на высоте 123 метров над уровнем моря.

## Население
По данным переписи населения 2004 года, в селе Реча проживает 2601 человек (1251 мужчина, 1350 женщин).
Этнический состав села:
| Национальность | Число жителей | Процентный состав |
| -------------- | ------------- | ----------------- |
| молдаване      | 2430          | 93.43             |
| украинцы       | 113           | 4.34              |
| русские        | 30            | 1.15              |
| румыны         | 25            | 0.96              |
| прочие         | 3             | 0.12              |
| Всего          | 2601          | 100%              |